# Libero Marchini
Libero Turiddo Marchini (Castelnuovo Magra, 31 ottobre 1913 – Trieste, 1º novembre 2003) è stato un calciatore italiano.

## Carriera

### Club
Iniziò la carriera agonistica nella Carrarese, per poi passare alla Fiorentina. Con i viola esordì in Serie A il 24 dicembre 1933 nella vittoria casalinga dei toscani per 3-0 contro il Padova.
Nel 1934 passò al Genova 1893, appena retrocesso in Serie B. Esordì con i genovesi durante la prima giornata di campionato, nella vittoria esterna del 30 settembre per 2-0 contro il Legnano. Con i rossoblù vinse il campionato cadetto dopo la finale contro il Bari.
La stagione seguente rimase a militare in Serie B, poiché fu ingaggiato dalla Lucchese, con cui avrebbe vinto il suo secondo campionato cadetto con conseguente promozione in Serie A.
Lasciò i toscani nel 1937 per trasferirsi alla Lazio, sempre in Serie A. Con i laziali militò due anni, anche se nel secondo fu tenuto fuori squadra a causa di divergenze con il vice presidente biancoceleste Remo Zenobi.
Nel 1939 passò al Torino e l'anno successivo ritornò alla Lucchese, in cadetteria.
Chiuse la carriera agonistica nella sua prima squadra, la Carrarese.

### Nazionale
Disputò 5 incontri, tutti nel 1936, di cui 4 nelle Olimpiadi berlinesi, il torneo trionfale per gli azzurri; non riuscì a segnare nessuna rete.

## Palmarès

### Club
- Campionato italiano di Serie B: 2

Genova 1893: 1934-1935
Lucchese: 1935-1936

### Nazionale
- Oro olimpico: 1

Berlino 1936

## Statistiche

### Cronologia presenze e reti in Nazionale
| Cronologia completa delle presenze e delle reti in nazionale ― Italia | Cronologia completa delle presenze e delle reti in nazionale ― Italia | Cronologia completa delle presenze e delle reti in nazionale ― Italia | Cronologia completa delle presenze e delle reti in nazionale ― Italia | Cronologia completa delle presenze e delle reti in nazionale ― Italia | Cronologia completa delle presenze e delle reti in nazionale ― Italia | Cronologia completa delle presenze e delle reti in nazionale ― Italia | Cronologia completa delle presenze e delle reti in nazionale ― Italia |
| Data                                                                  | Città                                                                 | In casa                                                               | Risultato                                                             | Ospiti                                                                | Competizione                                                          | Reti                                                                  | Note                                                                  |
| --------------------------------------------------------------------- | --------------------------------------------------------------------- | --------------------------------------------------------------------- | --------------------------------------------------------------------- | --------------------------------------------------------------------- | --------------------------------------------------------------------- | --------------------------------------------------------------------- | --------------------------------------------------------------------- |
| 03/08/1936                                                            | Berlino                                                               | Stati Uniti                                                           | 0 – 1                                                                 | Italia                                                                | Olimpiadi 1936 - Ottavi di finale                                     | -                                                                     |                                                                       |
| 07/08/1936                                                            | Berlino                                                               | Giappone                                                              | 0 – 8                                                                 | Italia                                                                | Olimpiadi 1936 - Quarti di finale                                     | -                                                                     |                                                                       |
| 10/08/1936                                                            | Berlino                                                               | Norvegia                                                              | 1 – 2 dts                                                             | Italia                                                                | Olimpiadi 1936 - Semifinale                                           | -                                                                     |                                                                       |
| 15/08/1936                                                            | Berlino                                                               | Austria                                                               | 1 – 2 dts                                                             | Italia                                                                | Olimpiadi 1936 - Finale                                               | -                                                                     | 1º Titolo Olimpico                                                    |
| 13/12/1936                                                            | Genova                                                                | Italia                                                                | 2 – 0                                                                 | Cecoslovacchia                                                        | Amichevole                                                            | -                                                                     |                                                                       |
| Totale                                                                |                                                                       | Presenze                                                              | 5                                                                     |                                                                       | Reti                                                                  | 0                                                                     |                                                                       |